# 올드마린보이
《올드마린보이》는 2017년에 개봉한 대한민국의 영화이다. 감독은 진모영이다. 
10명 중 5명은 포기하고, 3명은 죽고, 1명은 아프고, 단 1명만이 살아남는다는 극한 직업 머구리 ‘명호씨’. 사선을 넘어 북한에서 남한으로 탈북한 후 대한민국 최북단 강원도 고성에 자리잡은 그에게 가장 두려운 것은 바다도, 잠수병도 아닌, 당장 내일 가족들이 먹을 쌀이 없어지는 것이다. 자신이 가진 것은 몸 하나뿐이기에 몸에 좋다는 것은 모조리 섭취하고 매일매일 운동으로 몸을 단련하며 오늘도 그는 바다 속으로 몸을 던진다.
두 아들의 든든한 아버지이자 아내 ‘순희씨’의 다정한 남편인 ‘명호씨’, 가족을 위해서라면 60KG의 잠수복을 입고 수심 30M의 바다로 거침없이 뛰어드는 아버지의 단짠 로맨스.

## 캐스팅
- 박명호
- 김순희
- 박철준
- 박철훈
- 김완래
- 황학수
- 이건진
- 윤용진
- 옥성관
- 박명옥